# Rodome
Rodome är en kommun i departementet Aude i regionen Occitanien  i södra Frankrike. Kommunen ligger  i kantonen Belcaire som ligger i arrondissementet Limoux. År 2022 hade Rodome 99 invånare.

## Befolkningsutveckling
Antalet invånare i kommunen Rodome
Referens: INSEE